# La Banda
La Banda är en kommunhuvudort i Argentina.   Den ligger i provinsen Santiago del Estero, i den norra delen av landet, 1 000 km nordväst om huvudstaden Buenos Aires. La Banda ligger 193 meter över havet och antalet invånare är 106 441.
Terrängen runt La Banda är mycket platt. Runt La Banda är det ganska glesbefolkat, med 42 invånare per kvadratkilometer.. Närmaste större samhälle är Santiago del Estero, 7,1 km söder om La Banda.
Omgivningarna runt La Banda är en mosaik av jordbruksmark och naturlig växtlighet.